# Victor Vanderstraeten
Victor Vanderstraeten (Leuven, 3 mei 2006) is een Belgisch basketballer.

## Carrière
Vanderstraeten speelde in de jeugd van CUVA Houthalen-Helchteren, Limburg United, Antwerp Giants en Oxaco Boechout. In 2023 maakte hij de overstap naar Kangoeroes Mechelen en speelde op dubbele licentie bij Basket Willebroek. In 2024 maakte hij de overstap naar de Leuven Bears.